# Guddu

Guddu est un film indien réalisé par Prem Lalwani, sorti en 1995.

## Synopsis
Guddu jeune étudiant apprécié de la gent féminine, a pour père, Vikram, un homme athée très cartésien et une mère, Kavita, très croyante et adepte d’Ari Krishna.
Un prêtre avait prédit à la naissance de Guddu que celui-ci aurait une destinée tragique. Kavita prie régulièrement pour protéger son fils.
Guddu rencontre Selena qui a pour ambition de devenir peintre elle fait d’ailleurs le portrait de Guddu. Un jour Guddu ressent un fort mal de tête. Le médecin lui conseille de prendre du repos. Mais lors d’une sortie en voiture avec Selena la douleur est si insupportable que la voiture fait une embardée et s’écrase contre un arbre. Selena devient aveugle sous le choc. À l’hôpital on diagnostic à Guddu, une tumeur au cerveau difficilement opérable. Guddu décide puisqu’il doit mourir de faire don de ses yeux à Selena.
Mais son père s‘y oppose formellement et veut que Guddu se fasse opérer. Alors commence une bataille juridique entre le père et le fils. Kavita est désemparée et ne prend pas partie.
Selena apprenant ce que Guddu veut faire pour elle lui demande de l’épouser, même si elle doit être veuve dans les mois qui viennent.
Vikram s’acharne à démontrer à Guddu qu’il a tort. Il y met tant d’effort qu’il est terrassé par une attaque cardiaque. Guddu lui tombe dans le coma. Les deux hommes se retrouvent à l’hôpital entre la vie et la mort. Kavita se met à prier Krishna ardemment durant des jours et des nuits sans interruption. Vikram revient à lui. L’opération de Guddu est un succès. Vikram se précipite auprès de sa femme, mais la découvre morte. Elle laisse une lettre demandant que ses yeux soient légués à Selena. Krishna a écouté les prières de Kavita.

## Fiche technique
- Réalisateur : Prem Lalwani
- Pays : Inde
- Année : 1995
- Genre : Comédie/Romantique
- Compositeur : Naushad
- Durée : 168 minutes

## Distribution
- Shahrukh Khan
- Manisha Koirala
- Deepti Naval
- Mukesh Khanna
- Ashok Saraf